# رعد عبد القادر
رعد عبد القادر ماهر الكنعاني (1953 - 13 يناير 2003) شاعر عراقي. ولد في سامراء ودرس فيها وفي بغداد حصل على الثانوية، ثم أكمل دراسته الجامعية بجامعة بغداد. واصل دراسته العليا فحصل على درجتي الماجستير والدكتوراه في مجال الدراسات الإسلامية والعربية. عمل سكرتيرًا لتحرير مجلة الأقلام البغدادية مدة طويلة، كما عمل موظفًا في وزارة الثقافة والإعلام ببغداد. تميّز بنبوغه الشعري منذ صغره، وكان ينشر قصائده في صحف المدراس ومجلّاتها وله من العمر ثلاثة عشر عاماً. من دواوينه الشعرية مرايا الأسئلة 1979 وجوائز السنة الكبيسة 1995 ودع البلبل يتعجب 1996 وأوبرا الأميرة الضائعة 2000. أصيب بمرضٍ في 1991 وتوفي في بغداد بمنزله.

## شعره
وصف إميل يعقوب شعره «جيّد يدل على موهبة أصيلة.» وقال عنه عبد العزيز البابطين في معجمه «يجيء شعره استجابة فعلية لدعاوى التجديد في الشعر؛ تلك الدعاوى التي استغرقت النصف الأخير من القرن العشرين على طريقة شعر التفعيلة، ثم انتقاله إلى الكتابة فيما عرف بقصيدة النثر، تتسم عوالمه الشعرية بالسحر والانبهار، ورؤاه بالثراء والجدة، يجيء ذلك مغلفًا بلغة مفعمة بالحركة والنفاذ، خياله طليق، تميز بنفَس شعري ممتد اقترب به إلى ما يشبه الكتابة الملحمية، التزم النظام السطري إطارًا في بناء قصائده، مع استثماره لتجليات الأسطورة والرمز.» وقال عن أسلوبه حسين بن حمزة «الحيادية والدقة وقلة العاطفة صفات تصلح لوصف معظم ما يكتبه رعد عبد القادر.» 

## مؤلفاته
له عدد من الدواوين:
- مرايا الأسئلة، وزارة الثقافة والفنون، بغداد 1979.
- جوائز السنة الكبيسة، دار الشؤون الثقافية العامة، بغداد 1995.
- دع البلبل يتعجب، مطبوعات اتحاد الأدباء في العراق، بغداد 1996.
- أوبرا الأميرة الضائعة، دار الشؤون الثقافية العامة، بغداد 2000.
- عصر التسلية: صقر فوق رأسه الشمس

ونشرت له مجلة الأقلام عددًا من القصائد. له أيضاً عدد من المؤلفات كتب في مجاله العلمي، منها:
- نظرية الولاية العامة للفقيه: أصولها العقدية وتطورها التاريخي، رسالة علمية نال بها درجة الماجستير من كلية الشريعة، بغداد 1990.
- فلسفة التراث العربي الإسلامي، رسالة علمية نال بها درجة الدكتوراه.

## وصلات خارجية
- في معجم بابطين
- رعد عبد القادر: قصائد غير منشورة ومقالة في الخيال وتنظيمه (سعد هادي)